# Pljevlja
Pljevlja (nekadašnji naziv Taslidža) su grad i općina na sjeveru Crne Gore,  blizu granice sa Srbijom i BiH. Kroz grad protiču rijeke Ćehotina i Breznica, a u blizini je planina Ljubišnja. Općina Pljevlja je treća po veličini i četvrta po broju stanovnika u Crnoj Gori, nakon Podgorice, Nikšića i Bijelog Polja. Prostire se na 1346 km². Općina ima 30.786 stanovnika, a samo naselje Pljevlja 19.136 stanovnika.
Pljevaljska je općina jedna od većih gospodarskih središta u Crnoj Gori zbog rudnika ugljena i termoelektrane.
Poslije II. svjetskoga rata došlo je do ozbiljnijih geoloških istraživanja i na prostoru općine pronađene su, pored ugljena, koji se nalazi na više mjesta, rude olova i cinka, željeza, bakra, antimona, barita kao i laporac, gips, kvarc, siga, mramor. Za sada se eksploatira ugljen u Pljevljima i Borovici, a olovo i cink u rudniku "Šuplja Stijena", udaljenom tridesetak kilometara od Pljevalja. Poslije Drugoga svjetskog rada u Kovaču je jedno vrijeme rudarenjem vađen i barit. Pljevlja je 15. svibnja 1946. proglašena za grad. Naselje Moćevići je najsjevernije naselje Crne Gore. Dijelom općine proteže se Nacionalni park Durmitor.

## Povijest
U Pljevljima je 20. studenoga 1943. utemeljeno Zemaljsko antifašističko vijeće narodnog oslobođenja Sandžaka. ZAVNOS je bio vrhovno rukovodstvo narodne vlasti u Sandžaku.

## Stanovništvo
| 1948. | 1953. | 1961. | 1971. | 1981. | 1991. | 2003. |
| ----- | ----- | ----- | ----- | ----- | ----- | ----- |
| 35926 | 40876 | 46677 | 46843 | 43316 | 39593 | 39806 |

Po posljednjem službenom popisu stanovništva iz 2003. godine, općina Pljevlja imala je 39.806 stanovnika, raspoređenih u 159 naseljenih mjesta.
Nacionalni sastav:
- Srbi – 21.522 (60,10 %)
- Crnogorci – 7704 (21,51 %)
- Bošnjaci – 2913 (8,13 %)
- Bošnjaci – 1865 (5,20 %)
- nacionalno neopredijeljeni – 1437 (4,01 %)
- ostali – 365 (1,05 %)

Vjerski sastav:
- pravoslavni – 28.894 (80,69 %)
- muslimani – 5636 (15,74 %)
- ostali – 233 (0,65 %)
- neopredijeljeni – 767 (2,14 %)
- ne vjeruju – 129 (0,36 %)
- nepoznato – 147 (0,42 %)

## Poznate osobe
- Mehmed Coković, bošnjački imam

## Naseljena mjesta
Alići, 
Beljkovići, 
Bjeloševina, 
Bobovo, 
Boljanići, 
Borišići, 
Borova, 
Borovica, 
Boščinovići, 
Brda, 
Bujaci, 
Burići, 
Bušnje, 
Cerovci, 
Crljenice, 
Crni Vrh, 
Crno Brdo, 
Crnobori, 
Čardak, 
Čavanj, 
Čerjenci, 
Čestin, 
Donja Brvenica, 
Dragaši, 
Dubac, 
Dubočica, 
Dubrava, 
Durutovići, 
Dužice, 
Đuli, 
Đurđevića Tara, 
Geuši, 
Glibaći, 
Glisnica, 
Gornja Brvenica, 
Gornje Selo, 
Gotovuša, 
Gradac, 
Gradina, 
Grevo, 
Horevina, 
Hoćevina, 
Jabuka, 
Jagodni Do, 
Jasen, 
Jahovići, 
Jugovo, 
Kakmuži, 
Kalušići, 
Katun, 
Klakorina, 
Kovačevići, 
Kovači, 
Kozica, 
Kolijevka, 
Komine, 
Kordovina, 
Kosanica, 
Kotlajići, 
Kotline, 
Kotorac, 
Košare, 
Kržava, 
Krćevina, 
Krupice, 
Kruševo, 
Kukavica, 
Lađana, 
Lever Tara, 
Leovo Brdo, 
Lijeska, 
Lugovi, 
Ljutići, 
Ljuće, 
Madžari, 
Male Krće, 
Maoče, 
Mataruge, 
Meljak, 
Metaljka, 
Mijakovići, 
Milakovići, 
Milunići, 
Mironići, 
Moćevići, 
Moraice, 
Mrčevo, 
Mrčići, 
Mrzovići, 
Nange, 
Obarde, 
Odžak, 
Ograđenica, 
Orlja, 
Otilovići,
Paljevine, 
Pauče, 
Petine, 
Pižure, 
Plakala, 
Planjsko, 
Pliješ, 
Pliješevina, 
Pljevlja, 
Poblaće, 
Podborova, 
Popov Do, 
Potkovač, 
Potkrajci, 
Potoci, 
Potpeće, 
Potrlica, 
Pračica, 
Prehari, 
Premćani, 
Prisoji, 
Prošće, 
Pušanjski Do, 
Rabitlje, 
Rađevići, 
Romac, 
Rudnica, 
Rujevica, 
Selac, 
Selišta, 
Sirčići, 
Slatina, 
Srećanje, 
Stančani, 
Stranice, 
Strahov Do, 
Šljivansko, 
Šljuke, 
Šula, 
Šumani, 
Tatarovina, 
Trnovice, 
Tvrdakovići, 
Uremovići, 
Varine, 
Vaškovo, 
Velike Krće, 
Vidre, 
Vijenac, 
Vilići, 
Višnjica, 
Vodno, 
Vojtina, 
Vrba, 
Vrbica, 
Vrulja, 
Vukšići,
Zabrđe, 
Zaselje, 
Zbljevo, 
Zekavice, 
Zenica, 
Zorlovići, 
Židovići,

## Nacionalni sastav po naseljenim mjestima
- Alići – ukupno 112, Srbi – 41, Muslimani – 40, Bošnjaci – 16, Crnogorci – 15
- Beljkovići – ukupno 28, Srbi – 12, Crnogorci – 11, ostali – 5
- Bjeloševina – ukupno 15, Srbi – 15
- Bobovo – ukupno 101, Srbi – 72, Crnogorci – 24, neopredijeljeni – 5
- Boljanići – ukupno 60, Srbi – 29, Crnogorci – 28, ostali – 3
- Borišići – ukupno 37, Muslimani – 19, Crnogorci – 17, Srbi – 1
- Borova – ukupno 79, Srbi – 61, Crnogorci – 18
- Borovica – ukupno 187, Srbi – 116, Crnogorci – 56, neopredijeljeni – 14, Muslimani – 1
- Boščinovići – ukupno 74, Srbi – 35, Muslimani – 20, Crnogorci – 14, Bošnjaci – 3, ostali – 2
- Brda – ukupno 64, Srbi – 60, Muslimani – 3, ostali – 1
- Bujaci – ukupno 30, Srbi – 27, Crnogorci – 3
- Burići – ukupno 1, Srbi – 1
- Bušnje – ukupno 162, Srbi – 133, Crnogorci – 29
- Varine – ukupno 55, Srbi – 33, Crnogorci – 15, ostali – 6
- Vaškovo – ukupno 68, Srbi – 46, Crnogorci – 18, ostali – 4
- Velike Krće – ukupno 171, Srbi – 119, Crnogorci – 43, neopredijeljeni – 2, ostali – 7
- Vidre – ukupno 177, Srbi – 128, Crnogorci – 35, neopredijeljeni – 11, ostali – 3
- Vijenac – ukupno 262, Srbi – 186, Crnogorci – 57, neopredijeljeni – 19
- Vilići – ukupno 56, Srbi – 29, Muslimani – 20, Bošnjaci – 6, Crnogorci – 1
- Višnjica – ukupno 73, Srbi – 67, Crnogorci – 6
- Vodno – ukupno 57, Srbi – 49, Crnogorci – 8
- Vojtina – ukupno 82, Srbi – 69, Crnogorci – 7, Muslimani – 6
- Vrba – ukupno 25, Srbi – 13, Crnogorci – 12
- Vrbica – ukupno 38, Srbi – 28, Crnogorci – 8, neopredijeljeni – 2
- Vrulja – ukupno 182, Srbi – 133, Crnogorci – 48, neopredijeljeni – 1
- Vukšići – ukupno 0 (nema stanovnika)
- Geuši – ukupno 10, Srbi – 10
- Glibaći – ukupno 111, Srbi – 103, Crnogorci – 8
- Glisnica – ukupno 152, Srbi – 108, Crnogorci – 43, ostali – 1
- Gornja Brvenica – ukupno 291, Srbi – 226, Crnogorci – 49, Muslimani – 8, neopredijeljeni – 8
- Gornje Selo – ukupno 40, Srbi – 33, Crnogorci – 7
- Gotovuša – ukupno 150, Srbi – 127, Crnogorci – 21, ostali – 2
- Gradac – ukupno 364, Srbi – 211, Crnogorci – 60, Bošnjaci – 44, Muslimani – 41, neopredijeljeni – 8
- Gradina – ukupno 54, Srbi – 42, Crnogorci – 12
- Grevo – ukupno 216, Srbi – 139, Crnogorci – 54, neopredijeljeni – 19, ostali – 4
- Donja Brvenica – ukupno 144, Srbi – 106, Crnogorci – 30, Muslimani – 8
- Dragaši – ukupno 73, Srbi – 36, Crnogorci – 25, neopredijeljeni – 8, Muslimani – 3, ostali – 1
- Dubac – ukupno 19, Srbi – 19
- Dubočica – ukupno 19, Srbi – 17, Crnogorci – 2
- Dubrava – ukupno 63, Srbi – 47, Crnogorci – 11, neopredijeljeni – 5
- Dužice – ukupno 9, Srbi – 5, Crnogorci – 4
- Durutovići – ukupno 93, Muslimani – 27, Srbi – 26, Crnogorci – 24, Bošnjaci – 14, neopredijeljeni – 2
- Đuli – ukupno 18, Srbi – 12, Crnogorci – 6
- Đurđevića Tara – ukupno 178, Srbi – 147, Crnogorci – 30, ostali – 1
- Židovići – ukupno 653, Srbi – 538, Crnogorci – 82, neopredijeljeni – 22, ostali – 11
- Zabrđe – ukupno 114, Srbi – 76, Crnogorci – 35, neopredijeljeni – 2, ostali – 1
- Zaselje – ukupno 62, Srbi – 32, Muslimani – 14, Bošnjaci – 10, Crnogorci – 5, neopredijeljeni – 1
- Zbljevo – ukupno 180, Srbi – 144, Crnogorci – 35, ostali – 1
- Zekavice – ukupno 121, Srbi – 97, Crnogorci – 12, neopredijeljeni – 12
- Zenica – ukupno 131, Srbi – 115, Crnogorci – 16
- Zorlovići – ukupno 28, Srbi – 22, Crnogorci – 6
- Jabuka – ukupno 26, Muslimani – 12, Srbi – 8, Crnogorci – 6
- Jagodni Do – ukupno 2, Muslimani – 2
- Jasen – ukupno 18, Srbi – 13, Crnogorci – 5
- Jahovići – ukupno 16, Crnogorci – 8, Srbi – 8
- Jugovo – ukupno 163, Srbi – 142, Crnogorci – 12, neopredijeljeni – 6, ostali – 3
- Kakmuži – ukupno 190, Srbi – 153, Crnogorci – 32, neopredijeljeni – 5
- Kalušići – ukupno 193, Srbi – 145, neopredijeljeni – 25, Crnogorci – 23
- Katun – ukupno 249, Srbi – 131, Crnogorci – 47, Muslimani – 44, Bošnjaci – 26, neopredijeljeni – 1
- Klakorina – ukupno 4, Srbi – 3, Crnogorci – 1
- Kovačevići – ukupno 48, Srbi – 37, Crnogorci – 6, Muslimani – 4, ostali – 1
- Kovači – ukupno 34, Srbi – 31, Crnogorci – 3
- Kozica – ukupno 153, Srbi – 127, Crnogorci – 26
- Kolijevka – ukupno 10, Srbi – 9, Crnogorci – 1
- Komine – ukupno 579, Srbi – 427, Crnogorci – 135, neopredijeljeni – 13, ostali – 4
- Kordovina – ukupno 48, Srbi – 30, Crnogorci – 18
- Kosanica – ukupno 192, Srbi – 142, Crnogorci – 32, Muslimani – 9, ostali – 9
- Kotlajići – ukupno 54, Srbi – 50, Crnogorci – 3, ostali – 1
- Kotline – ukupno 81, Srbi – 62, Crnogorci – 11, neopredijeljeni – 6, ostali – 2
- Kotorac – ukupno 10, Srbi – 9, Crnogorci – 1
- Košare – ukupno 83, Srbi – 66, Crnogorci – 17
- Kržava – ukupno 12, Srbi – 7, Crnogorci – 5
- Krćevina – ukupno 34, Srbi – 32, Crnogorci – 2
- Krupice – ukupno 111, Srbi – 70, neopredijeljeni – 21, Crnogorci – 16, ostali – 4
- Kruševo – ukupno 46, Srbi – 31, Crnogorci – 15
- Kukavica – ukupno 13, Muslimani – 12, Crnogorci – 1
- Lađana – ukupno 72, Srbi – 43, Crnogorci – 25, neopredijeljeni – 4
- Lever Tara – ukupno 77, Muslimani – 49, Srbi – 12, Crnogorci – 6, Bošnjaci – 3, ostali – 7
- Leovo Brdo – ukupno 24, Srbi – 19, Muslimani – 5
- Lijeska – ukupno 100, Srbi – 62, Crnogorci – 32, ostali – 6
- Lugovi – ukupno 16, Srbi – 16
- Ljutići – ukupno 167, Srbi – 145, Crnogorci – 21, neopredijeljeni – 1
- Ljuće – ukupno 207, Srbi – 167, Crnogorci – 29, neopredijeljeni – 11
- Male Krće – ukupno 142, Srbi – 109, Crnogorci – 24, ostali – 9
- Maoče – ukupno 112, Srbi – 63, Crnogorci – 29, Muslimani – 20
- Mataruge – ukupno 256, Srbi – 176, Crnogorci – 72, neopredijeljeni – 8
- Madžari – ukupno 0 (nema stanovnika)
- Meljak – ukupno 31, Srbi – 20, Crnogorci – 11
- Metaljka – ukupno 34, Srbi – 24, Crnogorci – 10
- Mijakovići – ukupno 105, Srbi – 85, Crnogorci – 20
- Milakovići – ukupno 33, Srbi – 19, Crnogorci – 14
- Milunići – ukupno 126, Srbi – 118, Crnogorci – 8
- Mironići – ukupno 25, Srbi – 18, Muslimani – 7
- Moraice – ukupno 108, Srbi – 98, Crnogorci – 8, neopredijeljeni – 2
- Moćevići – ukupno 11, Srbi – 11
- Mrzovići – ukupno 134, Srbi – 112, Crnogorci – 18, neopredijeljeni – 4
- Mrčevo – ukupno 16, Srbi – 14, Crnogorci – 2
- Mrčići – ukupno 11, Srbi – 11
- Nange – ukupno 69, Srbi – 49, Crnogorci – 19, neopredijeljeni – 1
- Obarde – ukupno 165, Srbi – 113, Crnogorci – 34, neopredijeljeni – 18
- Ograđenica – ukupno89, Srbi – 81, Crnogorci – 7, neopredijeljeni – 1
- Orlja – ukupno 96, Srbi – 71, Crnogorci – 25
- Otilovići – ukupno 233, Srbi – 131, Crnogorci – 80, neopredijeljeni – 22
- Odžak – ukupno 87, Srbi – 45, Bošnjaci – 20, neopredijeljeni – 8, Crnogorci – 7, Muslimani – 6, ostali – 1
- Paljevine – ukupno 0 (nema stanovnika)
- Pauče – ukupno 56, Srbi – 52, Crnogorci – 4
- Petine – ukupno 75, Srbi – 55, Crnogorci – 16, Muslimani – 4
- Pižure – ukupno 40, Muslimani – 21, Bošnjaci – 8, Srbi – 7, Crnogorci – 4
- Plakala – ukupno 4, Crnogorci – 2, Srbi – 2
- Planjsko – ukupno 15, Srbi – 12, Crnogorci – 3
- Pliješ – ukupno 32, Srbi – 32
- Pliješevina – ukupno 76, Srbi – 51, Crnogorci – 24, neopredijeljeni – 1
- Pljevlja – ukupno 21.377, Srbi – 10.997, Crnogorci – 4963, Muslimani – 2437, Bošnjaci – 1696, neopredijeljeni – 1070, ostali – 214
- Poblaće – ukupno 101, Srbi – 93, Crnogorci – 6, neopredijeljeni – 2
- Podborova – ukupno 94, Srbi – 75, Crnogorci – 14, Muslimani – 3, neopredijeljeni – 1, ostali – 1
- Popov Do – ukupno 15, Srbi – 14, neopredijeljeni – 1
- Potkovač – ukupno 84, Srbi – 71, Bošnjaci – 7, Muslimani – 4, Crnogorci – 2
- Potkrajci – ukupno 159, Srbi – 133, Crnogorci – 21, Muslimani – 2, Bošnjaci – 1, neopredijeljeni – 1, ostali – 1
- Potoci – ukupno 127, Srbi – 109, Crnogorci – 11, Muslimani – 7
- Potpeće – ukupno 122, Srbi – 73, Muslimani – 36, Crnogorci – 13
- Potrlica – ukupno 27, Crnogorci – 12, Bošnjaci – 7, neopredijeljeni – 5, Srbi – 3
- Pračica – ukupno 77, Srbi – 61, Crnogorci – 15, Muslimani – 1
- Premćani – ukupno 73, Crnogorci – 37, Srbi – 34, ostali – 2
- Prehari – ukupno 21, Srbi – 12, Crnogorci – 9
- Prisoji – ukupno 51, Srbi – 39, Crnogorci – 11, neopredijeljeni – 1
- Prošće – ukupno 2, Srbi – 2
- Pušanjski Do – ukupno 77, Srbi – 52, Crnogorci – 21, ostali – 4
- Rabitlje – ukupno 118, Srbi – 68, Crnogorci – 37, neopredijeljeni – 11, ostali – 2
- Rađevići – ukupno 95, Srbi – 80, Crnogorci – 15
- Romac – ukupno 9, Srbi – 9
- Rudnica – ukupno 102, Srbi – 85, Crnogorci – 14, ostali – 3
- Rujevica – ukupno 19, Srbi – 19
- Selac – ukupno 22, Srbi – 12, Crnogorci – 10
- Selišta – ukupno 20, Muslimani – 12, Srbi – 6, neopredijeljeni – 2
- Sirčići – ukupno 21, Srbi – 17, Bošnjaci – 4
- Slatina – ukupno 164, Srbi – 129, Crnogorci – 31, neopredijeljeni – 4
- Srećanje – ukupno 20, Srbi – 13, Crnogorci – 7
- Stančani – ukupno 74, Srbi – 45, Crnogorci – 11, ostali – 18
- Stranice – ukupno 0 (nema stanovnika)
- Strahov Do – ukupno 111, Srbi – 107, ostali – 4
- Tatarovina – ukupno 6, Srbi – 6
- Tvrdakovići – ukupno 21, Srbi – 17, Crnogorci – 4
- Trnovice – ukupno 54, Srbi – 37, Crnogorci – 17
- Uremovići – ukupno 106, Srbi – 74, Crnogorci – 30, neopredijeljeni – 2
- Horevina – ukupno 17, Srbi – 12, Crnogorci – 5
- Hoćevina – ukupno 167, Srbi – 148, Crnogorci – 13, neopredijeljeni – 6
- Cerovci – ukupno 71, Srbi – 70, Crnogorci – 1
- Crljenice – ukupno 363, Srbi – 266, Crnogorci – 79, neopredijeljeni – 15, ostali – 3
- Crni Vrh – ukupno 86, Srbi – 70, Crnogorci – 10, neopredijeljeni – 6
- Crno Brdo – ukupno 41, Crnogorci – 21, Srbi – 20
- Crnobori – ukupno 87, Srbi – 62, Crnogorci – 24, ostali – 1
- Čavanj – ukupno 12, Srbi – 7, Crnogorci – 5
- Čardak – ukupno 25, Srbi – 23, Crnogorci – 2
- Čerjenci – ukupno 9, Srbi – 9
- Čestin – ukupno 58, Crnogorci – 33, Srbi – 25
- Šljivansko – ukupno 36, Srbi – 23, Crnogorci – 2, ostali – 11
- Šljuke – ukupno 82, Srbi – 61, Crnogorci – 16, Muslimani – 5
- Šula – ukupno 462, Srbi – 339, Crnogorci – 115, neopredijeljeni – 7, Muslimani – 1
- Šumani – ukupno 219, Srbi – 178, Crnogorci – 37, neopredijeljeni – 4

## Jezici
- srpski – 29.584 (82,62 %)
- crnogorski – 4134 (11,54 %)
- bošnjački – 910 (2,54 %)
- bosanski – 431 (1,20 %)
- ostali i nepoznato – 747 (2,10 %)

## Šport
- FK Rudar Pljevlja